# Néstor Almendros
Néstor Almendros (ur. 30 października 1930 w Barcelonie, zm. 4 marca 1992 w Nowym Jorku) – hiszpański operator filmowy, laureat Oscara za najlepsze zdjęcia. Jeden z najbardziej zasłużonych operatorów II połowy XX w.

## Życiorys
W wieku osiemnastu lat wyjechał na Kubę, gdzie od kilku lat na emigracji pozostawał jego ojciec. Podstaw zawodu uczył się w college'u w Nowym Jorku oraz w Centro sperimentale di cinematografia w Rzymie. W tym czasie nakręcił kilka filmów dokumentalnych na Kubie, m.in. Ritmo de Cuba (1960) - realizował je także po dojściu Fidela Castro do władzy, jednak w 1962 opuścił wyspę i osiadł we Francji.
Współpracował z wybitnymi francuskimi reżyserami: Érikiem Rohmerem (Moja noc u Maud, 1969; Miłość po południu, 1972) i François Truffautem (Miłość Adeli H., 1975; Mężczyzna, który kochał kobiety, 1977). 
W 1978 rozpoczął karierę w Hollywood. Został autorem zdjęć do Niebiańskich dni (1978) Terrence'a Malicka, za które zdobył Oscara. Ponadto pracował przy takich filmach jak m.in. Sprawa Kramerów (1979), Ostatnie metro (1980), Wybór Zofii (1982) czy Billy Bathgate (1991).
Zasiadał w jury konkursu głównego na 38. MFF w Cannes (1985) oraz na 46. MFF w Wenecji (1989).
Był zaangażowany w kampanie obrony praw człowieka na Kubie. Zmarł na AIDS.